# ترئوز
ترئوز (به انگلیسی: Threose) یک آلدوتتروز با شناسه پاب‌کم ۴۳۹۶۶۵ است. شکل ظاهری این ترکیب، شربت است.

## ساختار ترئوز
ترئوز یک مونوساکارید ۴ کربنی است و دارای یک گروه آلدهیدی می‌باشد. فرمول مولکولی ترئوز عبارت است از C4H8O4. به دلیل وجود گروه آلدهید، ترئوز جزو مونوساکاریدهای آلدوز طبقه‌بندی می‌شود. مانند همهٔ مونوساکاریدهای دیگر (به غیر از دی هیدروکسی استون) ترئوز نیز می‌تواند به یکی از دو فرم D- ترئوز یا L- ترئوز وجود داشته باشد.
ترئوز که ترئواستروز نیز نامیده می‌شود، دارای چهار کربن است که روی کربن اول آن یک گروه کربونیل و روی سه کربن دیگر گروه‌های هیدروکسیل قرار گرفته‌اند